# Menkare
Menkare je bil prvi ali drugi faraon iz Osme egipčanske dinastije. Vladal je verjetno malo časa na prehodu med Starim kraljestvom in Prvim vmesnim obdobjem v zgodnjem 22. stoletju pr. n. št.  Hitre menjave in kratke vladavine faraonov kažejo, da so bili časi težki in morda povezani z dolgim splošnim sušnim obdobjem na Bližnjem vzhodu v 22. stoletju pr. n. št. Menkarejeva prestolnica je bil verjetno Memfis. 

## Dokazi

### Zgodovinski vir
Edini zanesljivi vir o Menkarejevem obstoju je Abidoški seznam kraljev, napisan med vladavino Setija I. za verske namene. Zdaj služi kot primarni zgodovinski vir za vladarje v  zgodnjem Prvem vmesnem obdobju. Praenomen Menkare je v 41. vnosu seznama. Na drugem seznamu kraljev iz ramzeškega obdobja, Torinskem kanonu, je mesto, kjer bi moralo biti njegovo ime, poškodovano.

### Primarni vir
V grobnici  kraljice Neit v južni Sakari je relief kraljce, ki stoji pred poškodovano vladarsko kartušo. Egiptolog Percy Newberry je predlagal, da se kartuša prebere  Menkare. Če ima prav, je napis edini izvirni ohranjeni dokaz o faraonovem obstoju. Z njegovim predlogom se strinja tudi Gae Callender, ki je preučila napise na Jéquierovih ploščah.

### Kasnejši vir
Še en vir, ki morda omenja Menkareja, čeprav ni primaren, je valjast pečatnik iz zglajenega lojevca z napisom »Dobri bog, vladar dveh dežel, Menkare«. Pečatnik je iz Sedemindvajsete dinastije, se pravi da je 1700 let starejši od Menkarejevi vladavine. Glede na to, da je bil Menkare precej nejasen vladar, je pripisovanje pečatnika prav njemu malo verjetno. Nekateri znanstveniki domnevajo, da je na pečatniku napaka in da  pripada bolj znanemu faraonu Menkaureju, graditelju tretje piramide v Gizi.

## Istovetenje s kraljico Nitokris
V eni od starih hipotez je egiptolog Flinders Petrie trdil, da bi Menkare lahko bil istoveten s kraljico Nitokris, legendarno osebo iz Herodotovih Zgodb in Manetonove Egiptiake, ki je živela približno takrat kot Menkare. Petrie je svojo hipotezo zasnoval na Manetonovem zapisu, da je Niktoris naročila gradnjo tretje piramide v Gizi. Ker je piramido v resnici zgradil Menkaure, je Petrie spregledal, da je Maneton pomešal Menkareja in Menkaureja. Zamenjava je podobna zamenjavi na omenjenem pečatniku. Sodobne raziskave so Petriejevo hipotezo ovrgle in pokazale, da ime Nitokris izvira iz imen realnega vladarja Nečerkare Siptaha.